# Sabis Vallis
Sabis Vallis é um antigo vale fluvial em Marte no quadrângulo de Memnonia, localizado a 5.3° latitude sul e 152.5° longitude oeste.  Sua extensão é de 206 km e recebeu esse nome de um nome clássico para o atual Rio Sambre na França e Bélgica.